# Giovanni Antonio Benvenuti
Giovanni Antonio Benvenuti (Belvedere Ostrense, 16 maggio 1765 – Osimo, 14 novembre 1838) è stato un cardinale e vescovo cattolico italiano.

## Biografia
Nacque a Belvedere Ostrense il 16 maggio 1765 da Giuseppe e da Maddalena Tosi.
Fu pro-legato della Legazione apostolica di Forlì dal 1826 al 1828.
Papa Leone XII lo elevò al rango di cardinale nel concistoro del 15 dicembre 1828.
Vescovo di Osimo e Cingoli nel 1829, nel 1831 fu incaricato, come legato a latere, di suscitare disordini contro gli insorti in Romagna, durante i famosi moti del 1831 scoppiati tra le Legazioni dello Stato Pontificio. Scoperto e tenuto in ostaggio dal governo provvisorio di Bologna, negoziò poi la capitolazione degli insorti, ma a patti tali che non vennero osservati né dall'Austria né dal papa Gregorio XVI.
Morì il 14 novembre 1838 all'età di 73 anni.

## Genealogia episcopale
La genealogia episcopale è:
- Cardinale Scipione Rebiba
- Cardinale Giulio Antonio Santorio
- Cardinale Girolamo Bernerio, O.P.
- Arcivescovo Galeazzo Sanvitale
- Cardinale Ludovico Ludovisi
- Cardinale Luigi Caetani
- Cardinale Ulderico Carpegna
- Cardinale Paluzzo Paluzzi Altieri degli Albertoni
- Papa Benedetto XIII
- Papa Benedetto XIV
- Papa Clemente XIII
- Cardinale Giovanni Carlo Boschi
- Cardinale Bartolomeo Pacca
- Cardinale Giovanni Antonio Benvenuti